# Герасим (епископ Пермский)
Епи́скоп Гера́сим (умер 24 января 1447) — третий епископ Пермский, преемник епископа Исаака. Почитается в Русской православной церкви в лике святителей, память совершается 24 января (6 февраля) и 29 января (11 февраля).
Ревностно продолжал дело, начатое святителем Стефаном Пермским, по распространению христианства в своей епархии. Совершал многочисленные миссионерские поездки. В 1441 году Герасим участвовал в Московском соборе, осудившем за унию с католиками митрополита Исидора, присутствовал также на Соборе, определившем поставлять митрополитов Собором русских епископов.
24 января 1447 года во время очередного объезда епархии был убит вогулом, взятым им в своё время на воспитание. По сказанию, отражённому в иконописном подлиннике, он был «удушен от своих домочадец» собственным омофором. В отношении мотивов убийства Вычегодско-Вымская летопись сообщает: «убиен бысть епискуп пермский Герасим за неколико стадий от владычного горотка, месте зовемый Мыс земскими подъяки за нечто, а то нечто суть земляные поделия на владычном горотке на строение храма ружново, да роспря угодейная».
Установление почитания святителя Герасима относится к началу XVII века (в 1607 году по указанию царя Василия Шуйского была написана икона Пермских святителей, вскоре после её создания была установлена их общая память 29 января (11 февраля)).